# Alfred Dieudonné
Pour les articles homonymes, voir Dieudonné (homonymie).
Alphonse Dieudonné, dit simplement Dieudonné, né le 12 janvier 1834 à Paris 1er et mort le 29 décembre 1922 à Paris 10e, est un acteur français.

## Biographie
Il s’est beaucoup déplacé tout au long de sa vie, tant dans les théâtres parisiens qu'en province et même à l'étranger. Il débute en 1856 à Lisbonne, puis suivit Rachel dans une de ses tournées aux États-Unis. À son retour en France, il joua un moment au théâtre de l'Ambigu, puis passa au théâtre du Gymnase jusqu'en 1864. Il apparut à cette période dans deux pièces de Labiche, aux côtés de Geoffroy :
- Le Voyage de monsieur Perrichon, comédie en quatre actes d'Eugène Labiche, créée le 10 septembre 1860 (rôle d'Armand) ;
- La Poudre aux yeux, comédie en 2 actes d'Eugène Labiche, créée le 19 octobre 1861 (rôle de Frédéric).

Il séjourne ensuite de 1864 à 1874 à Saint-Pétersbourg dans la Troupe française de la direction des théâtres impériaux (ru: Французская труппа при императорских театрах) et fut un succès ; parmi ses rôles à Saint-Pétersbourg : Pâris - La Belle Hélène de Jacques Offenbach en 1866, pour la première fois en Russie), revint en France en 1874, où il fut engagé pour une année au théâtre du Palais-Royal, et où il joue dans :
- Les Samedis de Madame, comédie en 3 actes d'Eugène Labiche, créée le 15 septembre 1874 (rôle de Léon, toujours aux côtés de Geoffroy).

Il joue ensuite pendant vingt ans au théâtre du Vaudeville, et termine sa carrière en papillonnant entre de multiples théâtres parisiens. Après sa dernière création du vieux général dans la Prise de Berg-op-Zoom de Sacha Guitry, il a reparu quelques rares fois sur la scène, avant d’entrer à la maison de retraite des artistes de Pont-aux-Dames, où il a petit à petit perdu la mémoire, puis la raison.
En 1860, il avait épousé à Montreuil-sous-Bois, Victoire Eugénie Blancan, née à Paris (5e) le 14 décembre 1831, comédienne elle-même et également fille de comédiens, qui fit toute sa carrière en suivant son mari dans les mêmes lieux (Paris, Saint-Pétersbourg, etc.) et dans les mêmes théâtres. Elle serait morte vers 1896.
Ils eurent 4 enfants dont Pauline Charlotte née en 1863 épouse Sorré, qui est la mère du comédien Albert Dieudonné.
Il eut par ailleurs plusieurs enfants avec la comédienne russe Sonia de Schoulguina (1846-1915) dont il fit sans doute la connaissance lors de son séjour en Russie. De cette union illégitime sont nés plusieurs enfant dont Marguerite née en novembre 1870 à Saint-Pétersbourg qui devint, elle aussi, comédienne sous le nom de Mlle Déa Dieudonné. Sa très courte carrière fut interrompue brusquement le 14 août 1892. Cette année-là, le père et la fille avaient obtenu un engagement au casino de Bagnères-de-Luchon, où ils eurent de brillants succès. Un soir, elle rentra heureuse après la représentation, se coucha et s'endormit. Le lendemain, elle fut découverte morte dans son lit dans le chalet où ils logeaient dans la commune voisine de Saint-Mamet. Ses obsèques eurent lieu à l’Église russe de Paris. Elle est inhumée dans la chapelle familiale au cimetière du Père Lachaise. On la confond souvent avec sa demi-sœur Alphonsine-Eugénie (1860-1896), épouse Meyer, morte à Cannes. La seconde fille illégitime est la comédienne Hélène Dieudonné, qu'il n’a reconnu qu'en 1916.
Transporté, quelques jours avant sa mort, à l’hôpital Lariboisière pour y être opéré, il a succombé aux suites de l’intervention chirurgicale, après une des plus longues carrières de la scène française. Il était le doyen des vieux comédiens.

## Répertoire

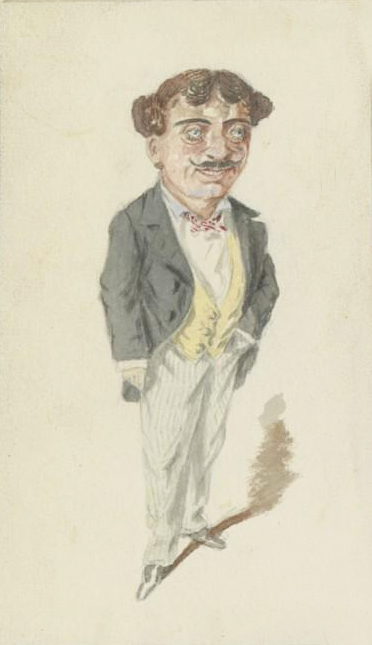
Portrait par Lhéritier de Dieudonné dans Les Samedis de Madame de Labiche (1874)

- 1875 : Madame Lili de Marc Monnier, Théâtre du Vaudeville
- 1885 : Clara Soleil d'Edmond Gondinet et Pierre Sivrac, Théâtre du Vaudeville
- 1887 : Monsieur de Morat d'Edmond-Joseph-Louis Tarbé des Sablons, Théâtre du Vaudeville
- 1891 : Liliane de Félicien Champsaur et Léopold Lacour, Théâtre du Vaudeville
- 1905 : Bertrade de Jules Lemaître, Théâtre de la Renaissance
- 1906 : Les Passagères d'Alfred Capus, Théâtre de la Renaissance
- 1908 : La Femme nue d'Henry Bataille, Théâtre de la Renaissance
- 1908 : L'Émigré de Paul Bourget, Théâtre de la Renaissance
- 1909 : Un ange d'Alfred Capus, Théâtre des Variétés
- 1912 : La Prise de Berg-Op-Zoom de Sacha Guitry, Théâtre du Vaudeville